# Ting Zsu-csang
Ding Ruchang (Kínai: 丁汝昌; pinjin: Dīng Rǔchāng; Wade–Giles: Ting Ju-ch'ang) (1836–1895) Csing-dinasztia korabeli katona, tengerész, a Csing-dinasztia uralmának végén tengernagy. Részt vett a Tajping-felkelésben és az első kínai–japán háborúban is.

## Élete
Lujiang megyében született. Ifjúkorában részt vett a Tajping-felkelésben a lázadók oldalán, majd átállt a másik oldalra.

### A kínai Haditengerészetben
Részt vett a haditengerészet építésében és Angliába ment, hogy a kínai flotta számára hadihajókat vegyen. Miután visszatért megkapta az Északi-tengeri flottilla parancsnokságát. 1888-ban kinevezik az Északi-tengeri Hadiflotta parancsnokává. Mikor kitört 1894-ben az első kínai–japán háború, Ruchang vezette Északi-tengeri Hadiflotta is részt vett az akciókban és fontos szerepet játszott azokban. Flottáját viszont a japánok csapdába csalták Dadonggou közelében szeptember 17-én. Ezt a csatát hívja az utókor a Sárga-tengeri csatának. A kínai oldalon a Ding Ruchang vezette erők két toronypáncélos, három nagy cirkáló, hat kis cirkáló és két torpedórombolóból álltak. Ellene a Japán Császári Haditengerészet állt fel Itó Szukejuki japán tengernagy parancsnoksága alatt. Az ellenséges flotta két partipáncélost, egy páncélos cirkálót, hét normál cirkálót és két torpedónaszádot számlált. Bár a tengernagyot segítették külföldi tanácsadók, a nagy hadihajók kezelésében járatlan kínai matrózok nem tudták megfelelően elvégezni a feladatukat és ezért a képzett japán tengerészek által irányított japán hadihajók súlyos vereséget mértek a Beiyang Haditengerészetre. A csatában a kínaiak 2 nagy és három kis cirkálót vesztettek el. 

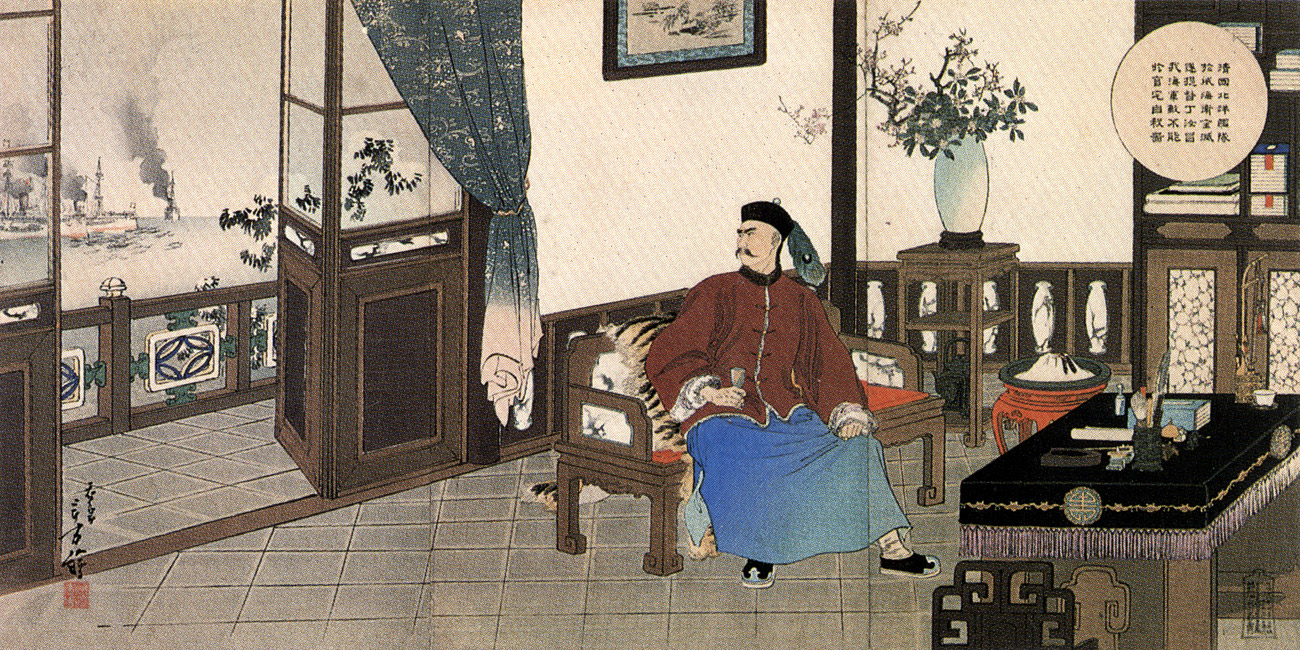
Ding admirális öngyilkos lett, közvetlenül a Weihaiwei csata után

. A nagy csatában maga Ruchang admirális is súlyosan megsebesült. 1895-ben újra bekerítették a kínai flottát vízen és szárazföldön egyaránt és a Weihaiwei csatában a japán torpedónaszádok súlyos veszteségeket okoztak a kínaiaknak, köztük elsüllyedt a Beiyang zászlóshajó is, a Dingyuan. A japánok a csata után a flotta megadását és a hadihajók átadását követelték a tengernagytól. Ding tengernagy ezt megtagadta és az öngyilkosságba menekült, mikor a Liugong-szigeten lévő szobájában mérget ívott.